# Lebeda
Lebeda là một chi moths in the Lasiocampidae.

## Các loài
- Lebeda agnata Tams, 1928
- Lebeda brauni Lajonquière, 1979
- Lebeda cognata Grunberg, 1913
- Lebeda intermedia Holloway, 1987
- Lebeda nobilis Walker, 1855
- Lebeda pruetti Holloway, 1987